# Вірші Феліцити
«Ві́рші Феліци́ти» — збірка філософських поезій української письменниці Оксани Луцишиної. Вийшла друком 2018 року у «Видавництві Старого Лева».

## Про книгу
«Концептуальна збірка внутрішнього самопізнання» містить частково персонажні, із проявами літературної гри вірші. Наскрізними в книзі є міти й архетипи: Море, Сад, Гора, птахи, кораблі, дороги, сузір'я, вогонь, лід, вино, сіль, глина, пошуки Бога.
Як повідомляє сама поетеса, Феліцита у перекладі означає «щаслива».

## Композиція
Збірка складається з 5 розділів:
- Море;
- Сад;
- Гора;
- Зоря;
- Лава.

## Відгуки
Українська письменниця Уляна Галич написала про поетичну збірку Оксани Луцишиної: «Поетична мова Оксани Луцишиної багатопластова, складна, метафорична. Певною мірою навіть містична. Дуже делікатно торкається вона сфери інтимного, чуттєвого, сакралізує умовну дійсність і виносить на загальний огляд найпотаємніші глибини душі Феліцити, її інтроспективні аксіоми».
Філологиня Марина Ковальчук зазначила: «Її Вірші Феліцити — досить складні й напрочуд прості, її вірші як море, а разом то океан».

## Нагороди й відзнаки
Книга ввійшла до Списку найкращих українських книжок 2018 року за версією ПЕН. 

## Видання
Окремі вірші з поетичної книги були опубліковані в літературному журналі «Соты» (№ 1 / 2014—2016).
Збірка вийшла друком 2018 року у «Видавництві Старого Лева».